# هيساشي تسوتشيدا
هيساشي تسوتشيدا (ولد 1 فبراير 1967) هو لاعب كرة قدم ياباني سابق، شارك في كأس آسيا 1988 في قطر.

## روابط خارجية
- هيساشي تسوتشيدا على موقع رابطة كرة القدم اليابانية للمحترفين (اليابانية)
- هيساشي تسوتشيدا على موقع عالم كرة القدم.نت (الإنجليزية)

1. ↑  Comment from Goal Keeper Coach Hisashi Tsuchida "I have been with the Reds for such a long time. I feel grateful to have everyone celebrate my birthday like this."at www.urawa-reds.co.jp [وصلة مكسورة] نسخة محفوظة 28 سبتمبر 2011 على موقع واي باك مشين.